# Henryk Sienkiewicz
Henryk Adam Aleksander Pius Sienkiewicz (Wola Okrzejska, Kongresszusi Lengyelország, 1846. május 5. – Vevey, 1916. november 15.) irodalmi Nobel-díjas lengyel író.

## Élete
Elszegényedett nemesi család gyermekeként Wola Okrzejskában született, az akkor orosz fennhatóság alatt álló Kongresszusi Lengyelországban. Szülei Józef Sienkiewicz és Stefania Cieciszowska. Apai ágról tatár (pontosabban lipek) gyökerekkel bírt. 1861-ben a család anyagi okok miatt Varsóba költözött. Az író itt végezte az elemi és középiskolát, majd 1866-ban beiratkozott a főiskolára, ahol orvostudományt és jogot, később bölcsészetet és történelmet tanult.
1872-től a Gazeta Polska munkatársa lett, amelynek rövid történeteket és tudósításokat írt. Az itt szerzett jövedelméből Belgiumba, Franciaországba, Kaliforniába, Olaszországba utazott.
1879-ben Velencében megismerte Maria Szetkiewiczet, aki később a felesége lett. Két gyermekük született, majd Maria megbetegedett tbc-ben, és 1885-ben meghalt.
Walter Scott és a francia romantikus regényírók hatására 1882-ben elkezdte írni történelmi trilógiáját, amely a 17. századi Lengyelországban játszódik. A regényírás közben rengeteget utazott: Olaszország, Ausztria, Franciaország, Spanyolország, Görögország, Konstantinápoly, Egyiptom, Zanzibár.
1892-ben Odesszában megismerkedett Maria Romanowskaval, 1893-ban összeházasodtak. (Érdekesség: mind az öt nő, akinek szerepe volt Sienkiewicz életében, a Maria nevet viselte).
1895-ben megkezdte a Quo vadis írását. 1896-ban befejezte a regényt. Mivel felesége elhagyta, pápai engedéllyel elvált. 1900-ban befejezte a Kereszteslovagokat. 1904-ben a francia Becsületrenddel tüntették ki.
1905-ben irodalmi Nobel-díjat kapott; a közhiedelemmel ellentétben nem a Quo vadis című regényéért, hanem „kiemelkedő epikai munkásságáért”.
A világháború kitörésekor Vevey-be (Svájc) költözött. Itt Ignacy Jan Paderewskivel együtt megszervezte A Háború Lengyel Áldozatait Segítő Bizottságot. 1916-ban halt meg Vevey-ben. Hamvait 1924-ben visszavitték Lengyelországba.

## Művei
- A trilógia (Trylogia):

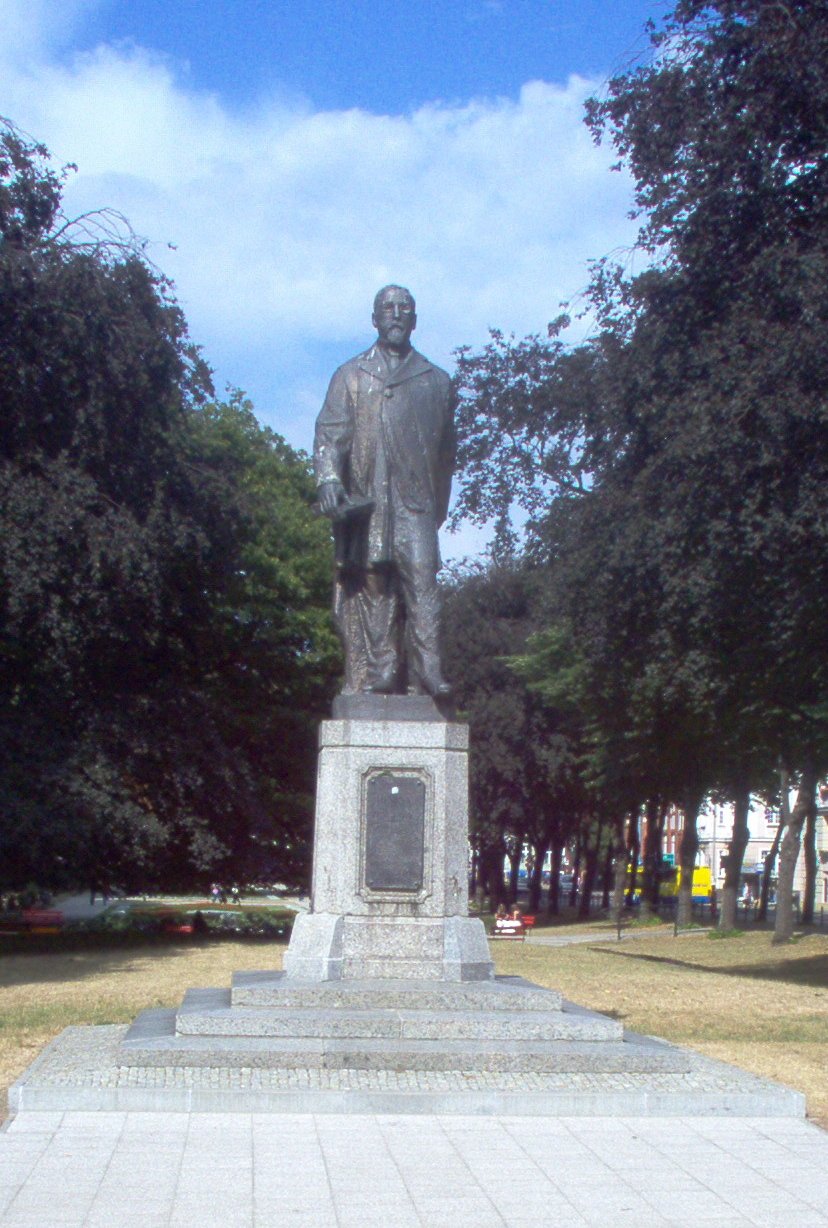
Henryk Sienkiewicz szobra Słupskban

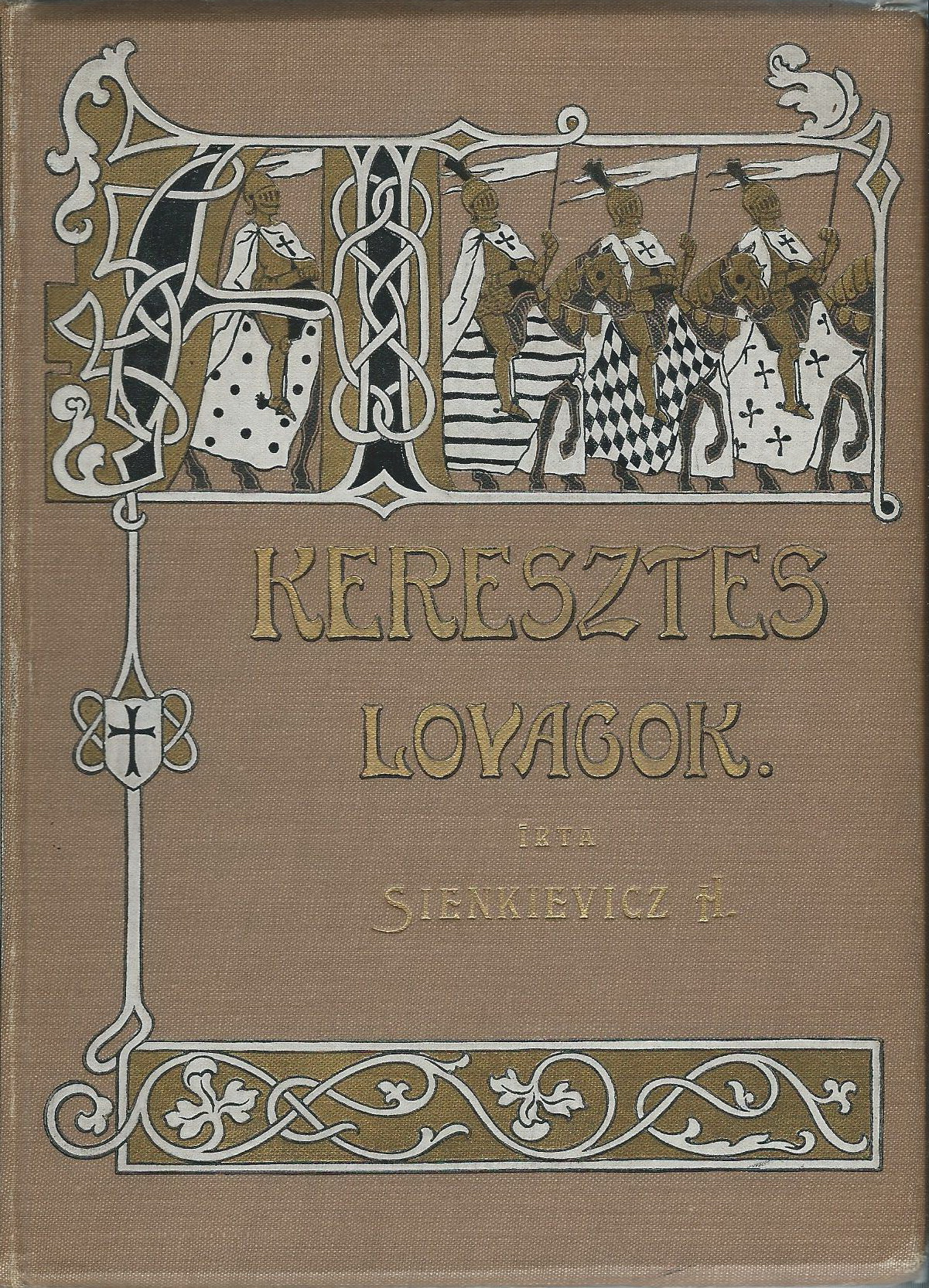
A Keresztes lovagok című regénye 1902-es magyar kiadásának borítója

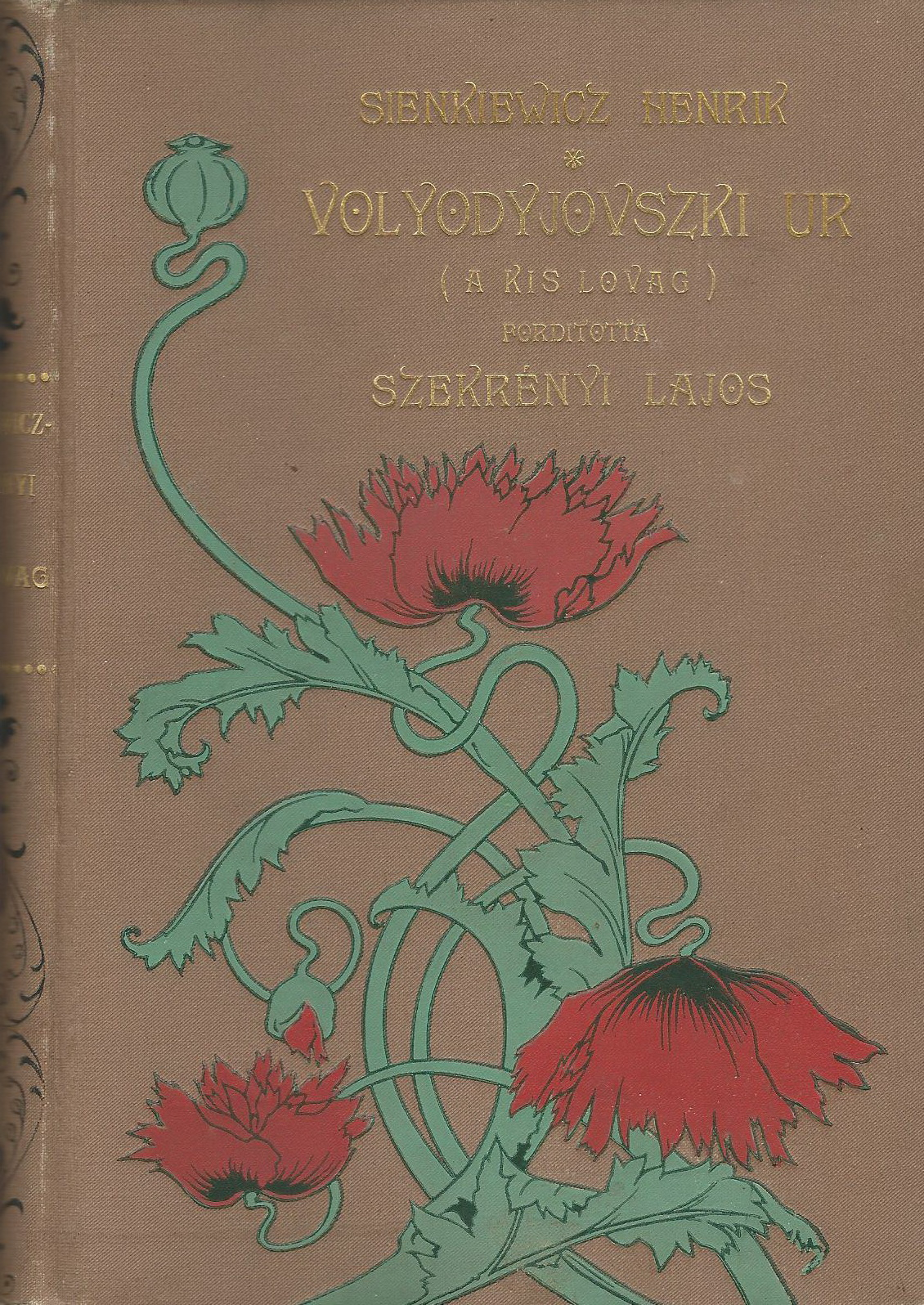
A Volyodyjovszki úr (A kis lovag) című regénye 1902-es magyar kiadásának borítója

  - Tűzzel-vassal (Ogniem i mieczem,[2] 1884)
  - Özönvíz (Potop, 1886)
  - A kislovag (Pan Wołodyjowski,[3] 1888)
- A harmadik (Ta trzecia, 1888)
- A Polaniecki család (Rodzina Połanieckich, 1894)
- Quo vadis (1895)
- Kereszteslovagok (Krzyżacy,[4] 1900)
- A dicsőség mezején (Na polu chwały, 1907)
- Sivatagon és vadonban (W pustyni i w puszczy,[5] 1912)

## Magyarul

### 1919-ig
- A harmadik. Elbeszélések; ford. Gelsei Gyula; A Nagyvilágból, Makó, 1900 (A nagyvilágból)
- Quo vadis? Regény. 1-2.; ford. Erényi Nándor; Márkus Ny., Bp., 1901
- Quo vadis? Történeti regény Nero császár korából, 1-2.; ford. Szekrényi Lajos; fordítói, Bp., 1901
- Quo vadis? Regény Nero császár idejéből; ifjúsági és családok számára készült ford., a szerző életrajzával, bev., jegyz.; Pesti Ny., Bp., 1901
- Őt kövessük és egyéb elbeszélések; Magyar Hírlap, Bp., 1901
- A keresztes lovagok. Történeti regény a XV. századból, 1-2.; Pesti Könyvny., Bp., 1902
- Polgár és nemes. Regény; Vass, Bp., 1902
- A harmadik; Magyar Hírlap, Bp., 1903
- Volyodyjovszki úr / A kis lovag. Regény, 1-2.; ford. Szekrényi Lajos; fordítói, Bp., 1902
- Dráma a falun / Művészszerelem; ford. Ilosvai Hugó; Révai-Salamon Ny., Bp., 1903
- Nyomorból a halálba; ford. Róna Béla; Magyar Könyvkiadó Társaság, Bp., 1903
- Quo vadis? Regény Nero császár korából / Menjünk hozzá!.... novella Krisztus Urunk korából; ford., bev. Zigány Árpád; Légrády, Bp., 1903
- A pognebini hős; Válogatott Írók Tára, Bp.–Szabadka, 1904
- Vízözön. Regény; Budapesti Hírlap, Bp., 1905
  - (Özönvíz címen is)
- Kisebb elbeszélések, 1-2.; Pesti Ny., Bp., 1905
- Szétforgácsolt erők. Regény; Magyar Hírlap, Bp., 1906 (A Magyar Hírlap regénytára)
- A szeretet rabja; Magyar Kereskedelmi Közlöny, Bp., 1907
- A hős; ford. Bányai Károly; Budapesti Hírlap Ny., Bp., 1911
- A dicsőség mezején. Regény; ford. Bányai Károly; Szt. István Társulat, Bp., 1911
- Forgó szél. Regény, 1-2.; Légrády Testvérek, Bp., 1912 (Legjobb könyvek)
- Tűzzel-vassal. Regény, 1-2.; ford. Bányai Károly; Szt. István Társulat, Bp., 1915
- Falusi tragédia. Regény; ford. Tomcsányi János; Franklin, Bp., 1916
- Lengyel elbeszélők; Sienkiewicz, Stasiak et al.; ford. Bányai Károly; Lampel, Bp., 1917 (Magyar könyvtár)
- Sivatagban – őserdőben; ford. Bányai Károly; Szt. István Társulat, Bp., 1918
  - (Sivatagon és vadonban címen is)
- Lengyel elbeszélők / Sienkiewicz, Stasiak et al.; ford. Bányai Károly; Lampel, Bp., 1917 (Magyar könyvtár)
- Hánia; Érdekes Újság, Bp., 1919 (Legjobb könyvek)
- Monte Carlo. Regény; ford. Bányai Károly; Kultúra, Bp., 1919 (A Kultúra regénytára)

### 1920–1944
- Örvény; ford. Balla Mihály, bev. Béla Henrik; Révai, Bp., 1921 (Világszép regények)
- Vízözön. Regény; bev. Sik Sándor; Szt. István Társulat, Bp., 1923
  - (Özönvíz címen is)
- Quo vadis?; átdolg. kiad.; Szt. István Társulat, Bp., 1925
- Quo vadis? Regény Krisztus urunk korából, 1-2.; ford. Zigány Árpád; Pallas, Bp., 1927
- Éva főszerepben. Regény; Központi, Bp., 1943 (Csillagos regény)
- Fűszer és szerelem; ford. Takáts Iphigenia; Modern Könyvkiadóvállalat, Bp., 1943
- Édesanyja szemefénye; ford. Bilevicz Franciska; Bodnár I., Bp., 1944 (Szórakoztató regények)
- Ralf kapitány naplója. Regény; Globus Ny., Bp., 1944 (Vasárnapi regénytár)

### 1945–
- Kereszteslovagok, 1-2.; ford. Mészáros István, utószó Kovács Endre; Új Magyar Kiadó, Bp., 1955
- Válogatott elbeszélések; ford. Mészáros István, bev. Kovács Endre; Új Magyar Kiadó, Bp., 1956 (A világirodalom klasszikusai)
- A kenyérért. Novellák; ford. Kerekes György; Ifjúsági, Bukarest, 1957 (Tanulók könyvtára)
- Quo vadis?. Regény; ford. Mészáros István; Európa, Bp., 1957
- Sivatagon és vadonban. Regény; ford. Mészáros István; Móra, Bp., 1959 
  - (Sivatagban, őserdőben címen is)
- Tűzzel-vassal. Regény; ford. Mészáros István, utószó Kovács Endre; röv. kiad.; Európa, Bp., 1960
- Özönvíz. Regény, 1-2.; ford. Mészáros István, utószó Kovács Endre; Európa, Bp., 1962 
  - (Vízözön címen is)
- A kislovag. Wolodyjowsky úr. Regény; ford. Mészáros István, utószó Kovács Endre; Európa, Bp., 1963
- Quo vadis?; szerk., átdolg. Dér Gyula; Ecclesia, Bp., 1970
- Polaniecki család. Regény; ford. Balla Mihály; Aquila, Debrecen, 1993 (Henryk Sienkiewicz művei)
- A dicsőség mezején; ford. Bányai Károly; Aquila, Debrecen, 1993
- Örvény; ford. Balla Mihály; Aquila, Debrecen, 1993 (Henryk Sienkiewicz művei)
- A gravelotte-i hős; ford. Mészáros István; Merényi, Bp., 1994
- A római patrícius; Fátum-ars, Bp., 1994
- Szecsődi Leó: Quo vadis. Henryk Sienkiewicz regénye nyomán. Színdarab; Agapé, Szeged, 1998
- Szecsődi Leó: Üveghegyen innen és túl. Henryk Sienkiewicz regénye nyomán. Színdarab; Agapé, Szeged, 1998
- Quo vadis? Történeti regény Nero császár korából; ford. Szekrényi Lajos, átdolg. Elekes Szentágotai Blanka; Lektűr, Bp., 2002
- Quo vadis; ford. Murányi Beatrix; Magyar Könyvklub, Bp., 2002
- Őt kövessük! Kisregény; szöveggond. Kindelmann Győző; Szt. István Társulat, Bp., 2007

## Magyar fordítói
- Szekrényi Lajos r.k. pap
- Mészáros István
- Balla Mihály
- M. Hrabovszky Júlia

## Műveiből készült ismertebb filmek
(A Sivatagban, őserdőben két filmváltozatánál nincsenek feltüntetve a tévésorozatok, amelyeket mindkét esetben ugyanazok a stábok készítettek.)
- 1902 Quo vadis r: Lucien Nonguet[6]
- 1912 Quo vadis r: Enrico Guazzoni[7]
- 1915 Özönvíz r: Pjotr Csardinyin[8]
- 1925 Quo vadis r: Gabriellino D’Annunzio és Georg Jacoby[9]
- 1951 Quo Vadis? r: Mervyn LeRoy[10]
- 1960 Keresztesek r: Aleksander Ford[11]
- 1963 Tűzzel-vassal r: Fernando Cerchio[12]
- 1969 A kislovag r: Jerzy Hoffmann[13]
- 1973 Sivatagban, őserdőben r: Wladyslaw Slesicki[14]
- 1974 Özönvíz r: Jerzy Hoffmann[15]
- 1985 Quo Vadis (tévésorozat) r: Franco Rossi[16]
- 1999 Tűzzel-vassal r: Jerzy Hoffmann[17]
- 2001 Quo vadis r: Jerzy Kawalerowicz[18]
- 2001 Sivatagban, őserdőben r: Gavin Hood[19]